# Церковні обряди
Церковні обряди — зовнішній вияв віри в Бога, поклоніння йому.
Термін звичайно вживається у таких значеннях:
- канонічний обряд церкви (див. канонічне право), і
- особливості богослужіння східних і західних церков.

## Історія
Хоч християнство прийшло до Київської Русі з Візантії, де й ритуал богослужіння був детально продуманий, українські місцеві звичаї зумовили деякі відхилення від візантійських норм, особливо щодо Требника і Служебника. Такі особливості зафіксовані вже у другій половині 11 ст., серед іншого — присутність кн. під час хіротонії та заява представників священнослужителів про згоду на висвячення обраного єпископа. Відома й розбіжність в питанні посту: коли велике свято припадало на середу чи п'ятницю, всупереч візантійській практиці, Київська Церква звільняла від посту. Крім перейнятих візантійських богослужбових зразків, в Україні постали оригінальні тексти богослужінь, приурочених окремим святам, акафісти тощо. Досить самобутньою розвинувся в українській церкві хоровий спів, як частина церковних обрядів. (див. Церковна музика).
У Київській Православній Церкві були намагання (наприклад, за митрополита Кипріяна Цамблака) впорядкувати різноманітність Церковних обрядів, але тільки в сер. 17 ст. митрополит Петро Могила оформив богослужбові книги з їхніми обрядовими особливостями, а у творі «Літос» підкреслено, що не обряди ділять Церкви, а догми. На церковних соборах (1596, 1629, 1636) обговорювались церковні обряди з увагою до збереження місцевих особливостей. Православний Київський собор 1640 також присвятив увагу Церковним обрядам, схвалюючи певні норми, нечинні в інших православних церквах, але відповідні до норм греко-католицької Церкви. Тому у Требнику 1646 року і Служебнику 1639 року збережено низку Церковних обрядів, що тоді виконувались і були у давніх церковних книгах (Служебник 1604, Требник 1606, рукописні требники 16 — 17 ст.), але пізніше зникли. У Требнику 1646 є 20 чинів, що їх нема в інших книгах, вони увійшли туди з місцевих обрядів. Усього в цьому Требнику є 37 місцевих українських треб, вміщення яких викликало обурення в Москві. Проте, у цю книгу не увійшли деякі місцеві Церковні обряди, наприклад, молитва за тих, що самі себе закляли, ходіння у процесії навколо церкви зі сходу на захід, хід священика за (а не перед) домовиною покійника, причастя хворих у стані несвідомості водою з Водохрещі, як це було у Требнику 1606 тощо.
Особливості українських Церковних обрядів почали зникати у кінці 17 ст., після підпорядкування Православної Церкви в Україні Москві. Переслідування українських звичаїв було спричинене не тільки централістськими тенденціями Російської Церкви, але й змішуванням у Москві обряду з догмою. Тому у Москві засуджувалось хрещення обливанням, висвячування кількох осіб під час тієї самої літургії, відправу проскомідії на 5 проскурках, вживання у деяких потребах живої мови та інші особливості Київської Церкви. У Москві стежили за цими особливостями «у словах і чинах» та видавали накази (1721), що забороняли відмінності Церковних обрядів й «окреме наріччя» богослужбової мови. Тому давні українські Церковні обряди, переслідувані в Російській Імперії і в СРСР, проіснували до другої світової війни лише на Західній Україні, яка перебувала поза впливом Російського Синоду чи патріарха. Частково збереглися давні Церковні обряди в Українсько-Білоруській Католицькій Церкві, яка, з другого боку, багато засвоїла обрядів Західної Церкви, проте зберегла свою самобутність.
Відновлена 1919 — 21 УАПЦ намагалася повернути й розвинути українські традиційні особливості обрядів разом з вживанням живої мови у богослужінні. Цей процес припинився зі знищенням УАПЦ в СРСР та особливо з протеґуванням Російської Православної Церкви в Україні радянською владою після 1943.
Традиційні українські Церковні обряди плекаються в церквах УАПЦ в еміграції, де впроваджено читання Євангелія обличчям до вірян, виголошення проповіді після Євангелія, тримання царських воріт відкритими, читання вголос євхаристичних молитов, звернення перед «Вірую» до присутніх зі словами «Христос посеред нас», урочисте святкування Покрови (1 жовтня; це свято деякі православні церкви не визнають), освячення квітів на Маковія та ін.
Під час утворення Українсько-Білоруської Католицької Церкви 1596 обумовлено збереження східних Церковних обрядів, і цю вимогу прийняв тодішній папа Климент VIII в акті Берестейської унії. Священики-греко-католики спершу користувалися давніми богослужбовими книгами, але з часом до церковних книг почала проникати нова практика з латинських Церковних обрядів. Єпархії почали висилати кандидатів духовного стану до католицьких семінарій, де майбутні священики звикали до латинських звичаїв. Ревними прихильниками цього ставали священики, які походили зі ополячених українських шляхетських родин. Поступово введено так звану «тиху» або «читану» Службу Божу, складання рук за західним зразком, причащання, ставши на коліна, впроваджено до церков дзвони, а подекуди й органи, усунено іконостаси, престоли прилаштовано до стіни й ін. У Холмській єпархії таких нововведень постало значно більше, ніж у Галичині, на Волині й Закарпатті.
Уніатський синод у Замості 1720 звернув увагу на обрядові нововведення та затвердив тільки чотири: поминання в літургії Римського Папи, внесення до Символу Віри додатку «і Сина», скасував уживання губки й т. зв. теплоту під час літургії. У 18 ст. з'єднана ієрархія навіть запланувала скликати провінційний синод, який мав розглянути цю справу; наприкінці 18 ст. літургійною реформою цікавився прихильник давньої практики полоцький архієпископ Г. Лісовський, але політичні події і розпад унії перешкодили цьому. Російська влада сприяла у першій половині 19 ст. літургійній реформі в греко-католицькій Церкві Й. Семашка в дусі Російської Православної Церкви (1839), як засобові переведення її на православ'я. Також ліквідація унії на Холмщині й Підляшші 1875 почалася зі змін у Церковних обрядах.
У Галичині латинізація Церковних обрядів була менша, ніж на Холмщині, а в працях Львівського синоду (1891) помітне намагання повернутися до давніх Церковних обрядів, на основі грецьких зразків, що відчутне у тексті Служебника 1905. По першій світовій війні українські церковні ієрархи намагалися на кількох своїх нарадах довести до одностайності Церковні обряди У Львові 1930 — 35 працювала у цьому напрямі Міжєпархіальна Літургічна Комісія. В Українській Католицькій Церкві виокремилися дві тенденції: прихильників обрядового консерватизму («восточники») і тих, що сприймали зміни під впливом західного обряду. Тоді у Римі створено Літургічну Комісію під головуванням секретаря Конґреґації для Східних Церков, кардинала Є. Тіссерана, що її завданням було опрацювання нормативного виду богослужбових книг. Досі опубліковано 10 книг, між ними текст літургії Івана Золотоустого, Василія В. і Ранішосвячених дарів (1973 теж Архіератикон), а також Устав богослужбових правил. Саме цей новий устав «Ordo celebrationis» 1944 охоплює гол. правила Церковні обряди для східних католиків візантійського обряду. За основу своїх видозмін римська комісія взяла українські тексти доунійної доби й унормувала Церковні обряди назагал у східному дусі.
З середини 1960-х pp. єпископські конференції і синоди Української Католицької Церкви звернули увагу на впорядкування обрядових справ у напрямі одноманітності і відновлення традиційних українських Церковних обрядів. Відновила діяльність Міжєпархіальна літургічна комісія. Виданням богослужбових книг займається Верховний архієпископ у Римі. З 1966 рішенням ієрархії дозволено вживати живу українську мову в богослужбах, а так само частково допущено «мови країн поселення». До 1980 появилися українські переклади Літургії, Євангелія, Апостола, і Требника. Новий напрям розвитку Церковних обрядів в Українській Католицькій Церкві зближує її з православними, головним з Київською традицією.
Православна церква в Україні в 18 ст. поступово стала об'єктом обрядової уніфікації з Російською Православною Церквою. Щойно рух за автокефальний устрій призвів до українізації Церковних обрядів з тенденцією повернути від російської синодальщини до основ київського християнства з-перед 1685. Однак, через брак довшої практики, глибших дослідів та єдиної юрисдикції і в церквах УАПЦ нема обрядової одностайності.